# Памі
Памі — давньоєгипетський фараон з XXII династії.

## Життєпис
Ім'я Памі («Кіт») вказує на зв'язок з культом сонячної богині-кішки Баст.
Ступінь родинних зв'язків Памі та його попередника Шешонка IV незрозумілий. Є припущення щодо тотожності Памі й «Великого вождя машавашів (лівійців)» Пімая, третього сина Шешонка III. Проти такого висновку свідчить різна етимологія тих імен, а також те, що у такому разі Шешонку III спадкував би не Шешонк IV з непевними правами на престол, а Памі.
Деякі відомості про правління Памі взято зі стел у похованні биків-Апісів у Серапеумі. За Памі там було муміфіковано двох Апісів — на другому й шостому роках правління.